# Eremiaspis graminis
Eremiaspis graminis är en insektsart som beskrevs av Ben-dov 1974. Eremiaspis graminis ingår i släktet Eremiaspis och familjen pansarsköldlöss. Inga underarter finns listade i Catalogue of Life.